# Dothiora schizospora
Dothiora schizospora är en svampart som beskrevs av Luttr. 1960. Dothiora schizospora ingår i släktet Dothiora och familjen Dothioraceae.   Inga underarter finns listade i Catalogue of Life.